# مسجد أليكساندروبولي
مسجد أليكساندروبولي (باليونانية: Τζαμί Αλεξανδρούπολης)‏، (بالتركية: Dedeağaç Camii)‏: هو مسجد عثماني في بلدة أليكساندروبولي، تراقيا الغربية، في اليونان. مثل معظم المساجد في تراقيا، فهو مفتوح للعبادة ويخدم المجتمع المسلم الصغير في المدينة. يقع مدخل المسجد في الجانب الشمالي من شارع كاساندراس.

## العمارة
مسجد أليكساندروبولي عبارة عن غرفة مربعة بها قاعة للصلاة. وله بناء رخامي، ذو زخارف دقيقة وحشد من الكتابات المنقوشة، التي تعتبر مثالا رائعا على فن نحت الرخام في عصره. على الجانب الغربي من المسجد الإسلامي يوجد قبر القائد العثماني فايق حسين باشا، وهو مصنوع أيضًا من الرخام.
تقع المئذنة في الجانب الغربي من المسجد.